# Pera coscia
La pera coscia è una varietà del pero (Pyrus communis), nota anche con il nome popolare di coscia di monaca.

## Descrizione
È una cultivar tipicamente italiana, con buccia verde che vira al giallo quando il frutto raggiunge la piena maturazione, sottile e di dimensioni mediopiccole.
La polpa è bianca, dolce e granulosa.
In Italia sono più rinomate quelle provenienti dalla Sicilia, intorno alle pendici dell'Etna, e quelle toscane chiamata anche pera coscia aretina diffusa nella valle dell'Arno che, a dispetto del nome, comprende anche territori della provincia di Firenze.
La pera coscia è una varietà autosterile. Necessita quindi della vicinanza di un'altra cultivar impollinatrice per produrre frutti. Ad esempio è impollinata dalla varietà Santa Lucia.